# 1160-1169
De jaren 1160-1169 (van de christelijke jaartelling) zijn een decennium in de 12e eeuw.

## Belangrijke gebeurtenissen

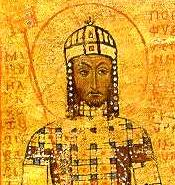
Keizer Manuel I van Byzantium

### Byzantijnse Rijk
- 1166 - Slag bij Pantina. Keizer Manuel I van Byzantium mengt zich in de troonstrijd in Servië, tussen Stefan Nemanja en zijn broer Tihomir. Stefan Nemanja haalt het en sticht de Nemanjićdynastie.
- 1167 : Slag bij Sirmium. Keizer Manuel I steunt Béla tegen zijn broer koning Stefanus III van Hongarije. Stefanus verliest, dit is een slechte zaak voor de republiek Venetië.

### Midden-Oosten
- 1163-1169 : Kruisvaardersinvasie van Egypte. Vizier Shawar van Egypte vraagt de ene keer hulp aan Nur ad-Din, atabeg van Syrië en de andere keer steun aan koning Amalrik I van Jeruzalem. De overwinning is voor de Seltsjoeken, Shawar wordt vermoord en generaal Shirkuh wordt de nieuwe vizier.
- 1169 : Vizier Shirkuh sterft, hij wordt opgevolgd door zijn neef Saladin.
- De joodse Spanjaard Benjamin van Tudela reist naar het Heilig Land en bezoekt ook de huidige landen Libanon, Irak en Egypte. Na terugkeer vertelt hij zijn ervaringen aan een tekstschrijver.

### Heilig Roomse Rijk
- 1167 : Lombardische Liga. Verschillende steden uit Noord-Italië verenigen zich tegen keizer Frederik I Barbarossa en krijgen steun van paus Alexander III.

### Engeland
- 1164 : Constituties van Clarendon. Investituurstrijd tussen koning Hendrik II van Engeland en de aartsbisschop van Canterbury Thomas Becket. Becket stemt onder grote druk, en onder voorbehoud, in met deze nieuwe regels, maar verandert later zijn standpunt. Hij vlucht naar het hof van Lodewijk VII van Frankrijk.
- 1169 : Een Engels leger valt Ierland binnen.

### Lage landen
- 1163 : Holland wordt getroffen door de Sint-Thomasvloed. Hierdoor wordt de reeds sterk verzande monding van de Oude Rijn volledig gesloten, wat ertoe leidt dat veel polders in Holland onder water lopen.
- 1165 : Graaf Floris III laat de Rijn afdammen, waarna de wateroverlast het Sticht Utrecht treft. Keizer Frederik I Barbarossa sommeert de graaf zijn dam af te breken, maar dat gebeurt niet. Rond deze Suadeborcherdam verrijst later het dorp Zwammerdam.

## Belangrijke personen
- Geleerde Averroes
- Reiziger Benjamin van Tudela

<< · 1160 · 1161 · 1162 · 1163 · 1164 · 1165 · 1166 · 1167 · 1168 · 1169 · >>
<< · 1100-1109 · 1110-1119 · 1120-1129 · 1130-1139 · 1140-1149 · 1150-1159 · 1160-1169 · 1170-1179 · 1180-1189 · 1190-1199 · >>